# Jeux Dramatiques
Die Jeux Dramatiques, Ausdrucksspiele aus dem Erleben, sind eine pädagogisch orientierte Theatermethode, die in der Intensivphase auf die Sprache verzichtet.

## Herkunft
Der französische Pädagoge Léon Chancerel erklärte 1936 in seinem Buch „Jeux Dramatiques dans l’Education“: Die Jeux Dramatiques sind Theaterspiele, die durch Bewegung und Gebärde, Gefühle und Erfahrungen ausdrücken. Chancerel kreierte diese Methode ursprünglich für Kinder und Jugendliche und ließ sich dabei von den Ideen des russischen Theaterpädagogen Konstantin Sergejewitsch Stanislawski inspirieren. Die Schweizer Theaterpädagogin Heidi Frei entwickelte die Methode weiter und übertrug sie auch auf die Arbeit mit Erwachsenen.
1972 wurde die „Schweizerische Arbeitsgemeinschaft Ausdrucksspiel“ gegründet. Autorisiert von Heidi Frei gelangte ab 1973 die Methode auch nach Deutschland. Seit 1985 gibt es die deutsche „Arbeitsgemeinschaft Ausdrucksspiel aus dem Erleben e.V.“.
Die Jeux Dramatiques kamen 1988 durch Marion Seidl-Hofbauer nach Österreich und etablierten sich in der Erwachsenenbildung, in Schulen, Kindergärten, öffentlichen Einrichtungen und Institutionen für Menschen mit Behinderung. Seit 2006 gibt es den eingetragenen Verein der Arbeitsgemeinschaft Jeux Dramatiques Österreich.

## Hintergrund
Das Ausdrucksspiel ist dem Menschenbild der Humanistischen Psychologie verpflichtet, das den Menschen als ganzheitliches Wesen in Autonomie und Selbstverantwortung sieht. Dieser Ansatz geht unter anderem davon aus, dass die Identifikation mit Rollen ein menschliches Grundbedürfnis ist. Bereits in unserer Frühgeschichte gab es Formen des darstellenden Rollenspiels. 

## Die Methode
Die Jeux Dramatiques sind eine Theater-Methode, die in der Intensivphase auf die Sprache verzichtet und mit dem Einlassen und Vertiefen in sich selbst, seinem Tun und Wirken arbeitet. Die Spieler erleben im gemeinsamen Agieren Verständnis für sich, Akzeptanz und Toleranz.
Durch Bewegung und Gebärde kann inneres Erleben spielerisch ausgedrückt werden. Die Jeux Dramatiques sind eine Alternative zum klassischen Theater. Das Spiel ermöglicht Menschen jedes Alters, einen spielerischen Prozess zu einem Thema oder Text zu erleben. Sie werden dabei von einem Leiter für Jeux Dramatiques sprachlich unterstützt oder begleitet.

### Die Spielidee
Als Impuls dienen Bilder, Texte, Bilderbücher, Geschichten, ein „Thema der Gruppe“, Musik, Materialien wie z. B. Steine, Muscheln... Dinge die den Menschen zur Auseinandersetzung anregen.

### Die Spielvorbereitung
In der Spielvorbereitung wählen die Spieler aus der Spielidee ihre Rolle selbst aus. Sie verkleiden sich und gestalten ihre Spielräume.
In einem Ritual des Spielleiters mit der Frage „du bist und du möchtest“ artikulieren die Spieler ihre Spielideen. Konflikt versprechende Spielwünsche werden besprochen und abgeklärt.

### Das Spiel
Mit dem Schlag auf den Gong beginnt das Spiel.
Die Spieler spielen, wie es ihrem momentanen Empfinden und Erleben in der gewählten Rolle entspricht. Sie brauchen nicht zu reden und entfalten ihre Rolle aus der inneren Dynamik heraus. Das Spielgeschehen entwickelt sich als freie Improvisation. Jede Rolle eröffnet den Spielenden unterschiedliche Erfahrungsebenen. Durch das Weglassen der Sprache kann eine neue Möglichkeit des Miteinander-Kommunizierens erfahren werden.
Es entsteht Raum, in dem die eigenen Gefühle und Bedürfnisse ausgedrückt, Entwicklungsprozesse angestoßen und die Fantasie angeregt werden. Einfühlungsvermögen und Selbstwahrnehmung werden durch das Hineinschlüpfen in neue, ungewohnte Rollen erweitert. Im geschützten Raum, den die Spielregeln bieten, können bewusst eigene Befindlichkeiten erlebt und erfahren werden. Dabei entwickeln sich Selbst-, Sach- und Sozialkompetenzen.
Das Spiel kann von Musik oder sprachlich vom Spielleiter begleitet werden. Er liest den Text dazu, oder erzählt, was er beobachtet und folgt dabei dem Verlauf des Spiels.
Mit dem Schlag auf den Gong endet das Spiel.

### Nach dem Spiel
Nach einem Ausdrucksspiel ist der Wunsch, sich in Worten mit zuteilen, oft groß. Im Nachgespräch gibt es die Möglichkeit, sich in der Gruppe auszutauschen, von Erlebtem zu berichten oder Konflikte, die im Spiel aufgetreten sind, zu klären.
Die Methode schafft in der Gruppe gezielt Freiräume, die den einzelnen Spielenden ermöglichen:
- eigene kreative Anteile zu entwickeln.
- sich in unterschiedlichen selbst gewählten Rollen zu erleben.
- soziale Handlungen zu setzen und deren Konsequenzen zu tragen.
- Gefühle zulassen zu können.
- einen Impuls aufzunehmen, einen eigenen Zugang zu entwickeln, ihn auszuprobieren und anschließend zu reflektieren.
- ohne Leistungsdruck einfach sein zu dürfen.
- Grenzen zu erleben und Beziehungsgefüge zu erproben, ohne sich zu gefährden.
- durch angestrebte Lösungen der Mitspieler mit zu lernen.
- seinen Platz im jeweiligen Gruppengefüge besser zu finden.

## Zielgruppen und Arbeitsfelder
Grundsätzlich eignet sich die Arbeit mit der Methode Jeux Dramatiques für jede Altersstufe, Kinder, Schulkinder, Jugendliche, Erwachsene, ältere Menschen, Menschen mit Behinderung.
Die Jeux Dramatiques haben in Pädagogik, Kunst und Therapie bereits breiten Eingang gefunden und werden in verschiedenen Schwerpunktbereichen angewendet. Z.B. Kindergarten, Schule und Hort, Familien- und Freizeitpädagogik, Aus- und Weiterbildung für soziale Berufe, Erwachsenenbildung und Selbsterfahrung, Seniorenheimen, Seniorenfreizeitgestaltung, Suchtprävention und Kunst.

## Ausbildung
Die Ausbildung zuzum anerkannten Leiter für Jeux Dramatiques erfolgt Berufs begleitend für Fachkräfte in sozialen und/oder pädagogischen sowie therapeutischen oder künstlerischen Berufen. Sie wird in Deutschland, Österreich und der Schweiz angeboten. Betont wird die Erlebnis- und Selbsterfahrung.
Abschluss der Ausbildung (in Österreich und Deutschland) bildet eine schriftliche Arbeit nach den Kriterien der österreichischen und der deutschen Arbeitsgemeinschaften für Jeux Dramatiques und ein öffentliches Kolloquiumsgespräch.
Inhalte:
- Grundprinzipien und Aufbaustrukturen
- Spielarten, z. B. Einstiegsspiele, Spiele zu Text (Märchen, Prosa, Bilderbücher, Gedichte, Biblische Themen), Spiele zu Musik und Bilder, freie Spiele
- Entwickeln von Angeboten für die pädagogische und therapeutische Praxis
- Zielgruppenorientierte Aufbaustrukturen
- Eigene Anleitung mit didaktischer und methodischer Reflexion
- Leitungskompetenz
- Gruppenpädagogik
- Anwendung der Methode in Gruppen und Verarbeiten von Erfahrungen aus der Praxis
- Zielgruppen- und themenorientierte Spezialisierung (z. B. in Kindergarten, Schule, in Einrichtungen der Jugendarbeit, in der Heil- und Sonderpädagogik oder in der Religionspädagogik)